# Phytoseius mexicanus
Phytoseius mexicanus är en spindeldjursart som beskrevs av De Leon 1960. Phytoseius mexicanus ingår i släktet Phytoseius och familjen Phytoseiidae. Inga underarter finns listade i Catalogue of Life.